# Afromimus
Afromimus („africký napodobitel“, odkazuje k ornitomimidům – doslova "napodobitelům ptáků"), byl teropodní dinosaurus z nadčeledi Abelisauroidea, který obýval oblasti severní Afriky (Nigeru)v období spodní křídy (geologické stupně apt – alb, asi před 125 až 100 miliony let).

## Objev a popis
Částečně zachovaná fosilní postkraniální kostra byla objevena v sedimentech souvrství Elrhaz na území státu Niger. Druh A. tenerensis byl formálně popsán americkým paleontologem Paulem C. Serenem v roce 2017. Holotyp sestává z fosilních ocasních obratlů a souvisejících hemálních oblouků (chevronů) a z části kostry pravé zadní končetiny.

## Zařazení
Tento teropod byl podle původního předpokladu vzdáleně příbuzný vývojově primitivnímu rodu Nqwebasaurus thwazi z nejspodnější křídy Jihoafrické republiky. Vědeckou platnost (validitu) tohoto taxonu však na své webové stránce ještě v roce 2017 zpochybnil italský paleontolog Andrea Cau. V červenci roku 2019 pak byla publikována vědecká studie, která definitivně zamítá původně předpokládanou příslušnost tohoto dinosaura k čeledi Ornithomimidae a namísto toho stanovuje jeho příslušnost ke kladu (nadčeledi) Abelisauroidea.
Mezi nejbližší příbuzné tohoto teropoda může patřit také asijský rod Kiyacursor, formálně popsaný v roce 2024.